# Путнянський монастир
Путнянський монастир (рум. Mănăstirea Putna) — православний чоловічий монастир у Румунії, в селі Путна Сучавського повіту. Належить Румунській Православній Церкві, Сучавсько-Радівецьке архієпископство Молдавсько-Буковинської митрополії. Заснований 1466 року молдавським воєводою Штефаном III. Названий за місцем розташування, на честь Успіння Богородиці. Був одним із найважливіших культурних центрів Молдавського князівства. У монастирській бібліотеці зберігається Путнянське Євангеліє.

## Назва
- Путнянський монастир (рум. Mănăstirea Putna; церк.-слов. монастирь ωт путнои) — українська назва[2].
- Монастир Путна
- Успенський монастир

## Історія
«Успіння Пресвятої Богородиці монастир Путна» є православною святинею часів Молдавського князівства, заснований 1466-го р. воєводою Штефаном ІІІ.
3 вересня 1470 року Путнянський монастир освятив молдавський митрополит Теоктист I у присутності воєводи Штефана ІІІ і членів його родини.
Зведення основних споруд комплексу було завершено 1469 р. Зовнішні укріплення та в'їзні вежі були збудовані до 1481 року.
Монастир був центром слов'янсько-волоської писемності. Сьогодні в ньому знаходяться багато рукописів, церковних цінностей та інших артефактів (зокрема, Путнянське євангеліє). Одним з головних їх дослідників був український філолог Омелян Калужняцький.
Значну увагу Путнянському монастирю приділяв молдавський господар (1634-1653) Васілє Лупул — тесть Тимоша Хмельницького.
Територія монастиря є місцем поховання:
- молдавських господарів:
  - Штефана ІІІ Великого з членами родини
  - Богдана III Сліпого
  - Штефана IV Молодого
- багатьох молдавських православних ієрархів (зокрема, Ісаї (Балашескула)).

6 липня 1940 року радянські війська спробували захопити Путнівський монастир і приєднати його до УРСР, але війська румунської армії дали відсіч.
Сьогодні монастир є доволі потужним центром паломництва північної Румунії.

## Галерея

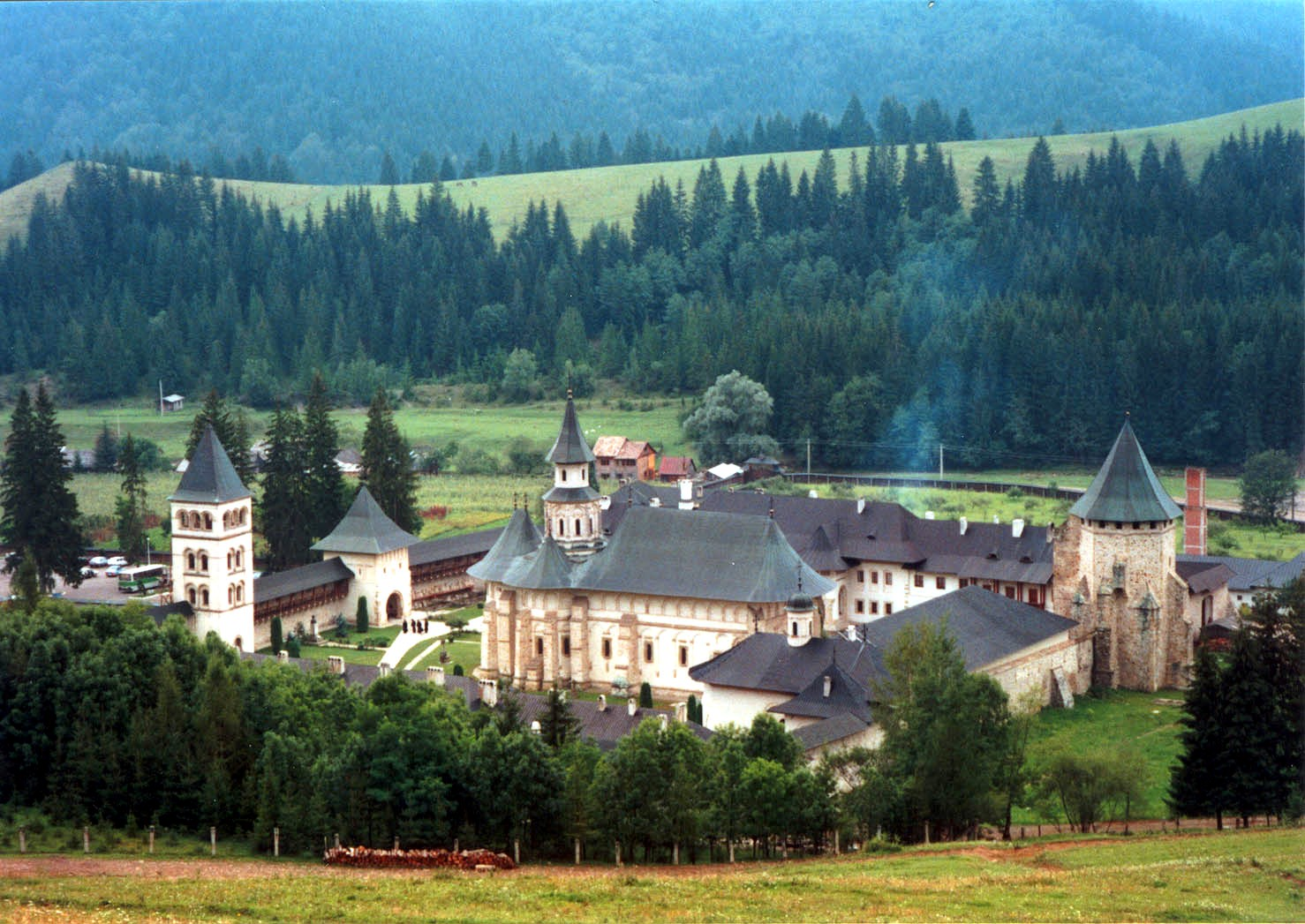
Загальний вигляд монастиря
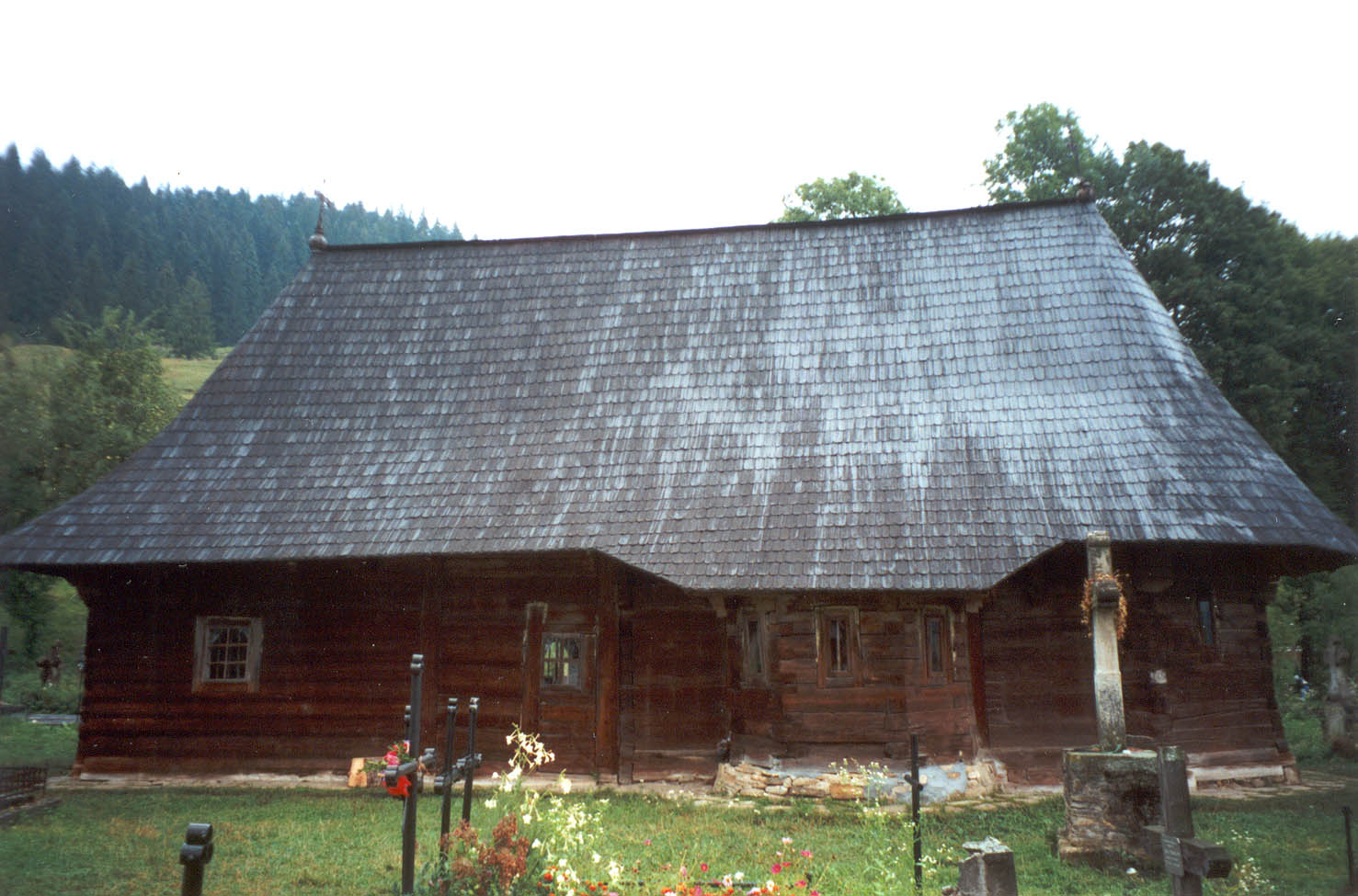
Стара монастирська церква
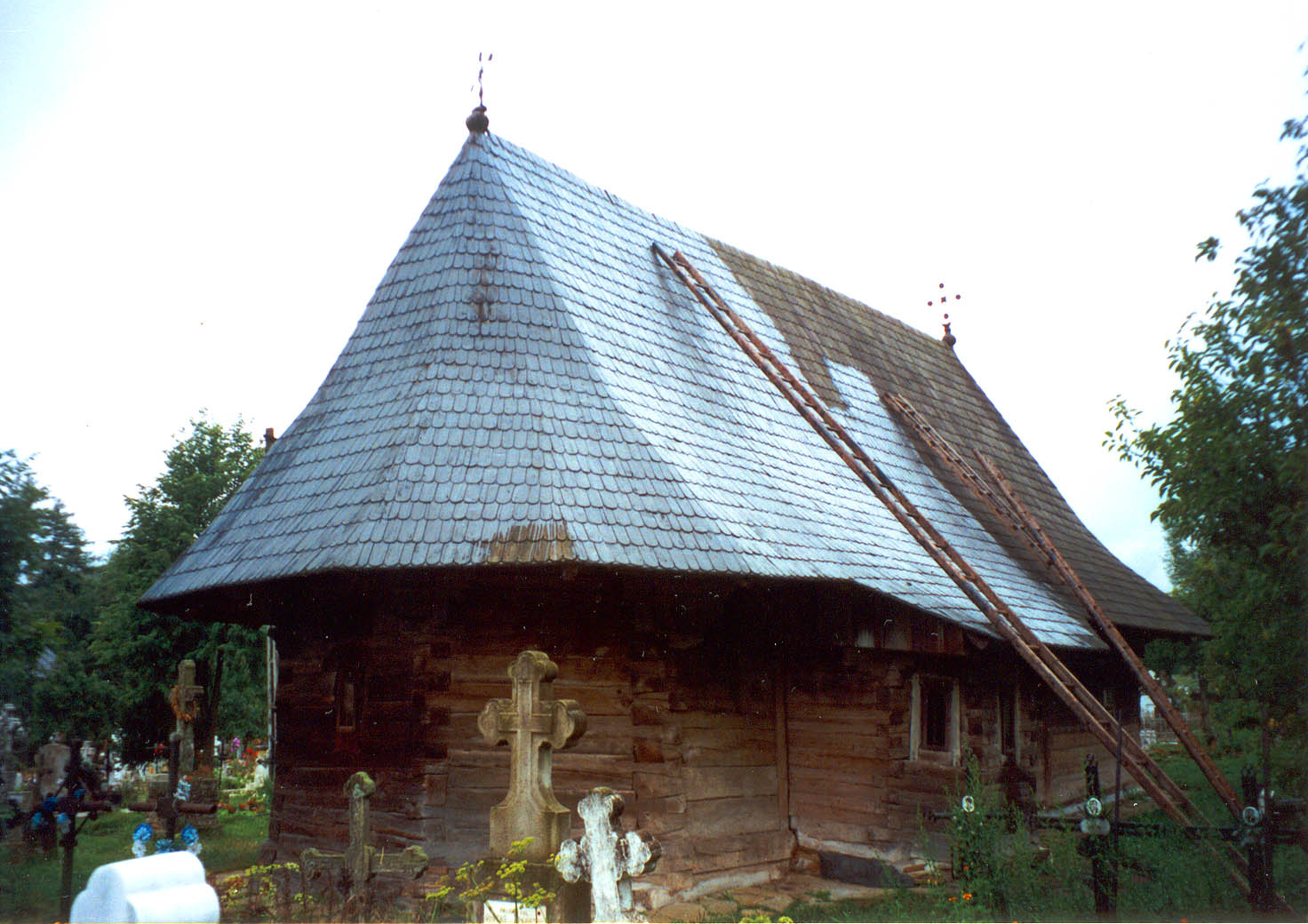
Стара монастирська церква та монастирський цвинтар
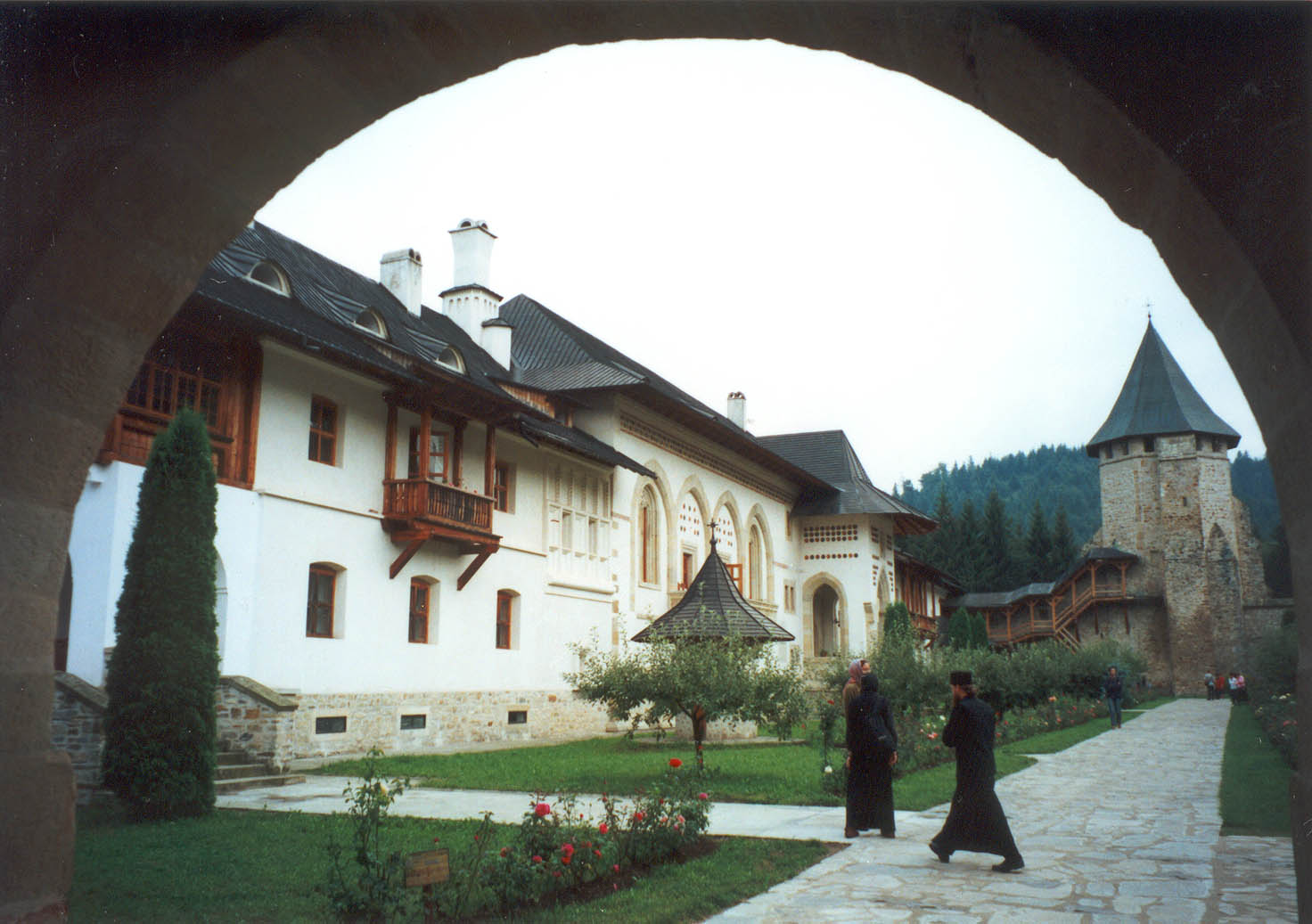
Келії монастиря
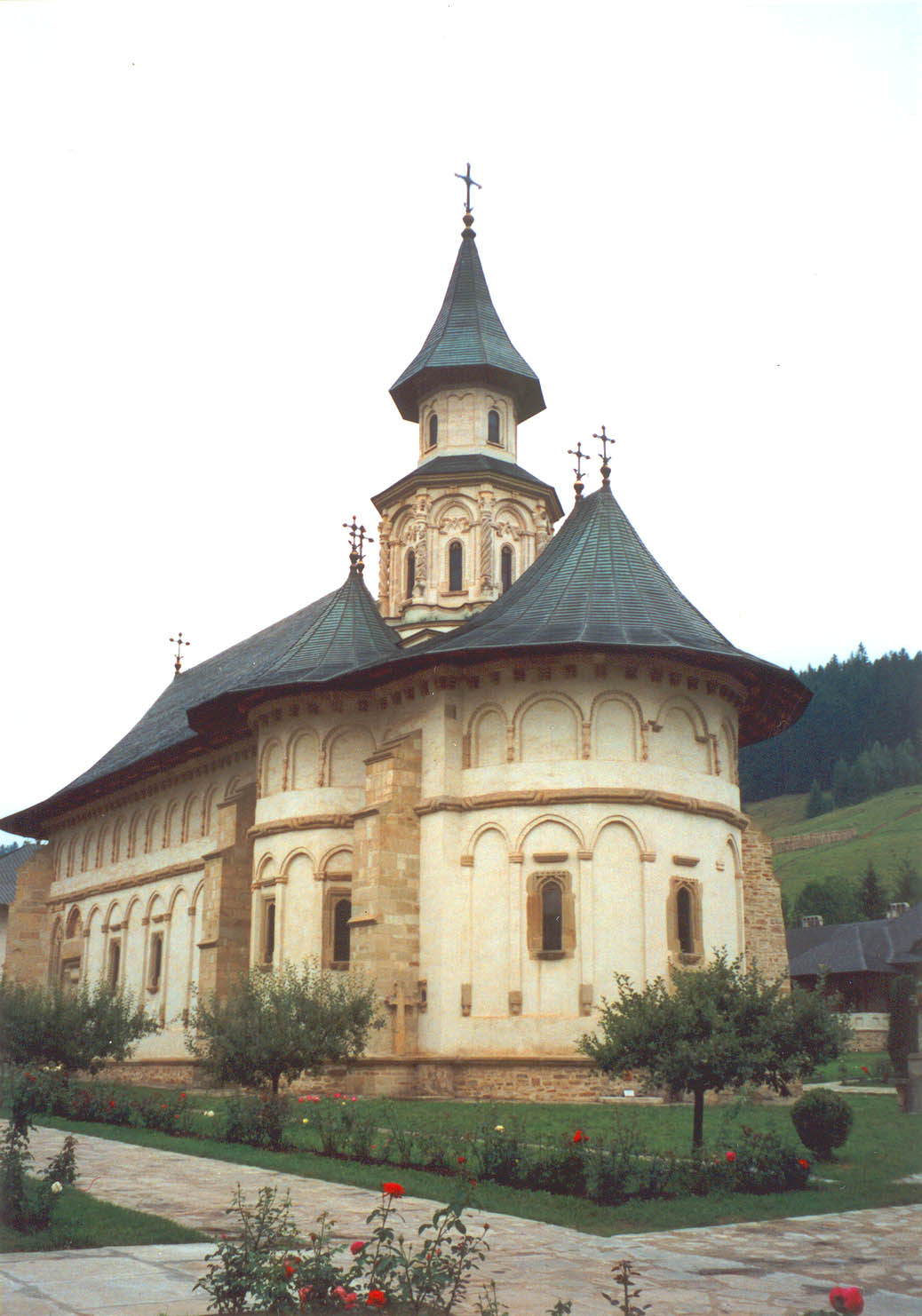
Екстер'єр Успенської церкви
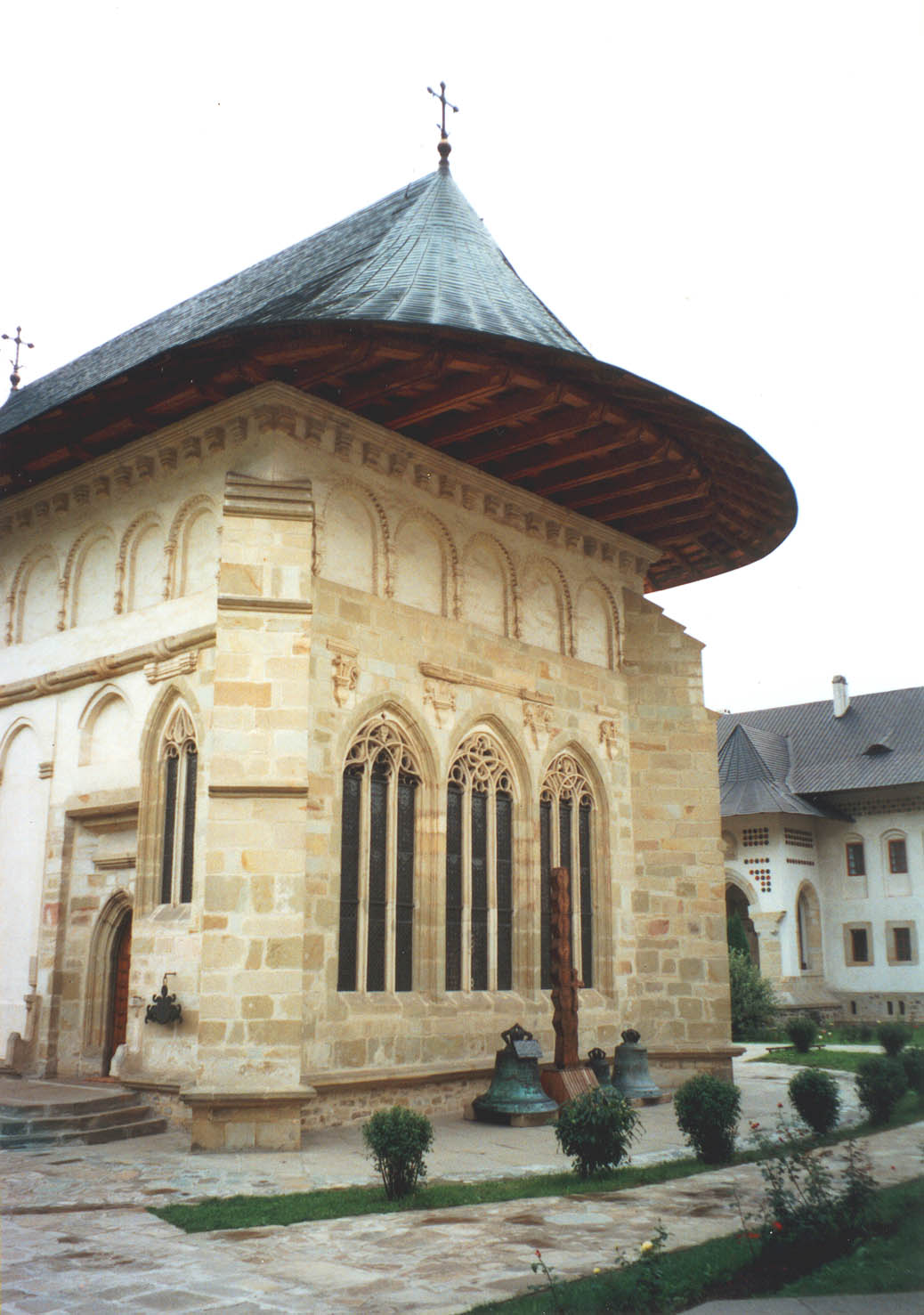
Екстер'єр Успенської церкви
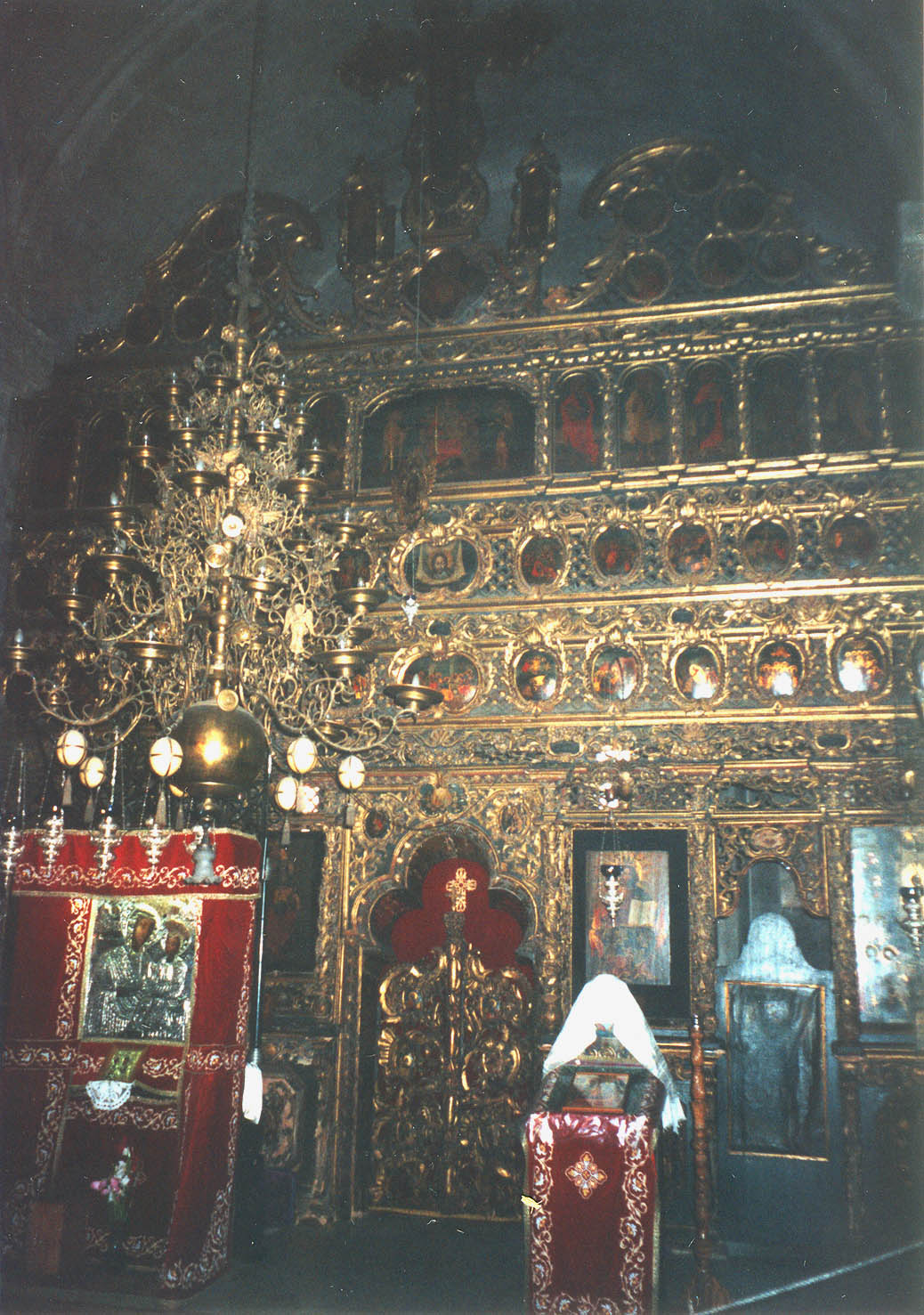
Іконостас Успенської церкви
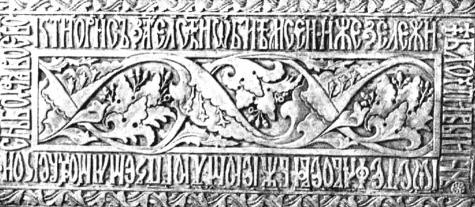
Гробниця Штефана ІІІ (напис церковнослов'янською мовою)

### Монграфії
- Буковина: її минуле і сучасне. / під ред. Д. Квітковського, Т. Бриндзана, А. Жуковського. — Париж — Філядельфія — Дітройт: Зелена Буковина, 1956.  [Архівовано 27 вересня 2013 у Wayback Machine.]
- Північна Буковина її минуле і сучасне / В. Курило, М. Лещенко, О. Романець, Н. Сирота, П. Тимощук. — Ужгород: Карпати, 1969.

### Довідники
- Путна, монастырь // Энциклопедический словарь Брокгауза и Ефрона : в 86 т. (82 т. и 4 доп. т.). — СПб., 1890—1907. (рос. дореф.)
- Путна // Українська мала енциклопедія : 16 кн. : у 8 т. / проф. Є. Онацький. — Накладом Адміністратури УАПЦ в Аргентині. — Буенос-Айрес, 1963. — Т. 6, кн. XII : Літери По — Риз. — С. 1548. — 1000 екз.